# Comuna de Kamionka Wielka
Kamionka Wielka (polaco: Gmina Kamionka Wielka) é uma gminy (comuna) na Polónia, na voivodia de Pequena Polónia e no condado de Nowosądecki.
De acordo com os censos de 2004, a comuna tem 9070 habitantes, com uma densidade 143,9 hab/km².

## Área
Estende-se por uma área de 63,01 km².

## Subdivisões
- Bogusza, Jamnica, Kamionka Mała, Kamionka Wielka, Królowa Górna, Królowa Polska, Mszalnica, Zagóry, Mystków.